# Biathlon-Weltcup auf der Pokljuka 2024/25
Der 8. Weltcup der Biathlonsaison 2024/25 fand auf der Hochebene Pokljuka im Nordwesten Sloweniens statt. Die Wettkämpfe im Biatlonski stadion wurden vom 10. bis 16. März 2024 ausgetragen.
Aufgrund von Regen und dementsprechend relativ schlechten Streckenbedingungen war der Terminplan verändert worden, so wurde anstatt eines regulären ein verkürzter Einzelwettkampf absolviert und die Massenstarts und Mixedwettkämpfe am Samstag und Sonntag getauscht.

## Wettkampfprogramm
| Datum        | Männer    | Männer                    | Frauen                    | Frauen                    |
| ------------ | --------- | ------------------------- | ------------------------- | ------------------------- |
| Do, 13.03.25 |           |                           | 15:15 Uhr                 | Einzel (15 km)            |
| Fr, 14.03.25 | 15:15 Uhr | Einzel (20 km)            |                           |                           |
| Sa, 15.03.25 | 13:05 Uhr | Mixedstaffel (4 × 7,5 km) | Mixedstaffel (4 × 7,5 km) | Mixedstaffel (4 × 7,5 km) |
| Sa, 15.03.25 | 15:45 Uhr | Single-Mixed-Staffel      | Single-Mixed-Staffel      | Single-Mixed-Staffel      |
| So, 16.03.25 | 15:45 Uhr | Massenstart (15 km)       | 13:35 Uhr                 | Massenstart (12,5 km)     |

| Datum        | Männer    | Männer                    | Frauen                    | Frauen                    |
| ------------ | --------- | ------------------------- | ------------------------- | ------------------------- |
| Do, 13.03.25 | 15:15 Uhr | Kurzeinzel (15 km)        | 11:30 Uhr                 | Kurzeinzel (12,5 km)      |
| Sa, 15.03.25 | 15:45 Uhr | Massenstart (15 km)       | 13:35 Uhr                 | Massenstart (12,5 km)     |
| So, 16.03.25 | 12:05 Uhr | Single-Mixed-Staffel      | Single-Mixed-Staffel      | Single-Mixed-Staffel      |
| So, 16.03.25 | 14:50 Uhr | Mixedstaffel (4 × 7,5 km) | Mixedstaffel (4 × 7,5 km) | Mixedstaffel (4 × 7,5 km) |

## Teilnehmende Nationen und Athleten
Wenn Klammern um die Zahl der Athleten stehen, hat dies zur Bedeutung, dass vom entsprechenden Verband mehr Athleten für das Weltcupwochenende nominiert worden waren, als Startplätze in den Einzelrennen für die Nation zur Verfügung standen.
| Nation                 | Anzahl               | Athlet | Athletin |
| Europa (21 Nationen)   | Europa (21 Nationen) | Europa (21 Nationen) | Europa (21 Nationen) |
| ---------------------- | -------------------- | --- | --- |
| Belgien                | 3+3                  | César Beauvais, Florent Claude, Thierry Langer                                                                                         | Eve Bouvard, Maya Cloetens, Lotte Lie                                                                                              |
| Bulgarien              | 3+4                  | Wassil Saschew, Anton Sinapow, Blagoj Todew                                                                                            | Lora Christowa, Walentina Dimitrowa, Marija Sdrawkowa, Milena Todorowa                                                             |
| Deutschland            | 5+6                  | Johannes Kühn, Philipp Nawrath, Danilo Riethmüller, Justus Strelow, David Zobel                                                        | Marlene Fichtner, Selina Grotian, Franziska Preuß, Johanna Puff, Sophia Schneider, Julia Tannheimer                                |
| Estland                | 4+4                  | Mark-Markos Kehva, Jakob Kulbin, Yaroslav Neverov, Rene Zahkna                                                                         | Regina Ermits, Hanna-Brita Kaasik, Violetta Konopljova, Johanna Talihärm                                                           |
| Finnland               | 4+4                  | Olli Hiidensalo, Otto Invenius, Heikki Laitinen, Tero Seppälä                                                                          | Erika Jänkä, Noora Kaisa Keränen, Sonja Leinamo, Suvi Minkkinen                                                                    |
| Frankreich             | 6+6                  | Émilien Claude, Fabien Claude, Quentin Fillon Maillet, Émilien Jacquelin, Oscar Lombardot, Éric Perrot                                 | Justine Braisaz-Bouchet, Sophie Chauveau, Lou Jeanmonnot, Océane Michelon, Jeanne Richard, Julia Simon                             |
| Italien                | 4+6                  | Patrick Braunhofer, Daniele Cappellari, Tommaso Giacomel, Elia Zeni                                                                    | Hannah Auchentaller, Michela Carrara, Samuela Comola, Martina Trabucchi, Dorothea Wierer, Linda Zingerle                           |
| Lettland               | 4+4                  | Renārs Birkentāls, Matīss Meirāns, Edgars Mise, Aleksandrs Patrijuks                                                                   | Baiba Bendika, Elza Bleidele, Sanita Buliņa, Estere Volfa                                                                          |
| Litauen                | 3+3                  | Nikita Čigak, Maksim Fomin, Vytautas Strolia                                                                                           | Natalija Kočergina, Judita Traubaitė, Lidia Žurauskaitė                                                                            |
| Moldau                 | 3+3                  | Pawel Magasejew, Maxim Makarow, Michail Ussow                                                                                          | Alla Ghilenko, Aljona Makarowa, Alina Stremous                                                                                     |
| Norwegen               | (8)+6                | Johannes Thingnes Bø, Tarjei Bø, Johannes Dale-Skjevdal, Isak Frey, Sturla Holm Lægreid, Vebjørn Sørum, Endre Strømsheim, Martin Uldal | Ragnhild Femsteinevik, Marthe Kråkstad Johansen, Maren Kirkeeide, Karoline Offigstad Knotten, Ida Lien, Ingrid Landmark Tandrevold |
| Österreich             | 5+5                  | Simon Eder, Patrick Jakob, David Komatz, Felix Leitner, Fredrik Mühlbacher                                                             | Anna Andexer, Lisa Hauser, Anna Juppe, Lea Rothschopf, Tamara Steiner                                                              |
| Polen                  | 4+5                  | Konrad Badacz, Jan Guńka, Wojciech Skorusa, Fabian Suchodolski                                                                         | Daria Gembicka, Joanna Jakieła, Anna Mąka, Natalia Sidorowicz, Kamila Żuk                                                          |
| Rumänien               | 4+3                  | George Buta, George Colțea, Raul Flore, Dmitri Schamajew                                                                               | Andreea Mezdrea, Jelena Tschirkowa, Anastassija Tolmatschowa                                                                       |
| Schweden               | 6+(7)                | Viktor Brandt, Jesper Nelin, Emil Nykvist, Martin Ponsiluoma, Sebastian Samuelsson, Malte Stefansson                                   | Sara Andersson, Ella Halvarsson, Anna-Karin Heijdenberg, Anna Magnusson, Elvira Öberg, Hanna Öberg, Johanna Skottheim              |
| Schweiz                | 5+4                  | Joscha Burkhalter, Dajan Danuser, Arnaud Du Pasquier, Niklas Hartweg, Sebastian Stalder                                                | Amy Baserga, Aita Gasparin, Elisa Gasparin, Lena Häcki-Groß                                                                        |
| Slowakei               | 3+3                  | Damián Cesnek, Artur Ischakov, Tomáš Sklenárik                                                                                         | Paulína Bátovská Fialková, Ema Kapustová, Mária Remeňová                                                                           |
| Slowenien              | 4+4                  | Miha Dovžan, Jakov Fak, Lovro Planko, Toni Vidmar                                                                                      | Polona Klemenčič, Živa Klemenčič, Anamarija Lampič, Lena Repinc                                                                    |
| Tschechien             | 4+4                  | Michal Krčmář, Jonáš Mareček, Tomáš Mikyska, Adam Václavík                                                                             | Lucie Charvátová, Jessica Jislová, Tereza Vinklárková, Tereza Voborníková                                                          |
| Ukraine                | 4+5                  | Anton Dudtschenko, Taras Lessjuk, Witalij Mandsyn, Dmytro Pidrutschnyj                                                                 | Chrystyna Dmytrenko, Julija Dschyma, Olena Horodna, Oleksandra Merkuschyna, Daryna Tschalyk                                        |
| Vereinigtes Königreich | 1                    | | Shawna Pendry |
| Amerika (2 Nationen)   |                      | | |
| Kanada                 | 3+4                  | Zachary Connelly, Logan Pletz, Adam Runnalls                                                                                           | Emma Lunder, Nadia Moser, Pascale Paradis, Benita Peiffer                                                                          |
| Vereinigte Staaten     | 4+4                  | Jake Brown, Maxime Germain, Paul Schommer, Campbell Wright                                                                             | Luci Anderson, Margie Freed, Deedra Irwin, Chloe Levins                                                                            |
| Asien (3 Nationen)     |                      | | |
| Kasachstan             | 4+3                  | Kirill Bauer, Ässet Düissenow, Wladislaw Kirejew, Wadim Kurales                                                                        | Jelisaweta Belezkaja, Arina Krjukowa, Aischa Rakischewa                                                                            |
| Südkorea               | 1                    | | Jekaterina Awwakumowa |
| Volksrepublik China    | 2+2                  | Gu Cang, Yan Xingyuan | Meng Fanqi, Chu Yuanmeng |
| Ozeanien (1 Nation)    |                      | | |
| Australien             | 1                    | | Darcie Morton |

## Ausgangslage
Als Weltcupgesamtführende gingen Franziska Preuß und erneut Johannes Thingnes Bø an den Start.
In den Kadern der Topnationen hatte es nicht viele Veränderungen gegeben. Der norwegische Verband nominierte Johannes Dale-Skjevdal und den vorzeitigen IBU-Cup-Gesamtsieger Isak Frey. Elvira Öberg war zurück, bestritt aber nur den Massenstart. Philipp Horn konnte aufgrund eines Atemwegsinfektes keine Wettkämpfe bestreiten. Im Schweizer Verband war Susi Meinen wieder aus dem Aufgebot genommen worden, im österreichischen Team ersetzte Anna Andexer die erkrankte Anna Gandler. Lukas Hofer nahm auf eigenen Wunsch nicht teil.
Didier Bionaz und Venla Lehtonen hatten sich nach den Wettkämpfen in Nové Město dazu entschieden, ihre Wettkampfsaison zu beenden, auch Anna Gandler entschied sich nach gesundheitlichen Problemen zu diesem Schritt.

## Ergebnisse
| 8. Weltcup auf der Pokljuka, 10. bis 16. März 2025 | 8. Weltcup auf der Pokljuka, 10. bis 16. März 2025 | 8. Weltcup auf der Pokljuka, 10. bis 16. März 2025                                | 8. Weltcup auf der Pokljuka, 10. bis 16. März 2025                          | 8. Weltcup auf der Pokljuka, 10. bis 16. März 2025                |
| -------------------------------------------------- | -------------------------------------------------- | --------------------------------------------------------------------------------- | --------------------------------------------------------------------------- | ----------------------------------------------------------------- |
| Datum                                              | Disziplin                                          | Erster Platz                                                                      | Zweiter Platz                                                               | Dritter Platz                                                     |
| 13. März 2025 (Do.)                                | Kurzeinzel (12,5 km)                               | Julia Simon                                                                       | Hanna Öberg                                                                 | Franziska Preuß                                                   |
| 13. März 2025 (Do.)                                | Kurzeinzel (15 km)                                 | Jakov Fak                                                                         | Sturla Holm Lægreid                                                         | Martin Ponsiluoma                                                 |
| 15. März 2025 (Sa.)                                | Massenstart (12,5 km)                              | Lou Jeanmonnot                                                                    | Milena Todorowa                                                             | Anamarija Lampič                                                  |
| 15. März 2025 (Sa.)                                | Massenstart (15 km)                                | Éric Perrot                                                                       | Quentin Fillon Maillet                                                      | Sturla Holm Lægreid                                               |
| 16. März 2025 (So.)                                | Single-Mixed-Staffel                               | SchweizAita Gasparin Niklas Hartweg                                               | SchwedenJohanna Skottheim Jesper Nelin                                      | FinnlandSuvi Minkkinen Tero Seppälä                               |
| 16. März 2025 (So.)                                | Mixedstaffel (4 × 7,5 km)                          | SchwedenAnna-Karin Heijdenberg Hanna Öberg Martin Ponsiluoma Sebastian Samuelsson | FrankreichJeanne Richard Océane Michelon Éric Perrot Quentin Fillon Maillet | NorwegenMaren Kirkeeide Ida Lien Johannes Dale-Skjevdal Isak Frey |

## Verlauf

### Kurzeinzel

#### Frauen
Start: Donnerstag, 13. März 2025, 11:30 Uhr
| Platz | Sportler                | Zeit        | Schießfehler |
| ----- | ----------------------- | ----------- | ------------ |
| 1     | Julia Simon             | 38:08,2 min | 0+0+0+0      |
| 2     | Hanna Öberg             | +39,1       | 0+0+0+1      |
| 3     | Franziska Preuß         | +46,2       | 0+0+0+0      |
| 4     | Anna-Karin Heijdenberg  | +1:04,1     | 0+0+1+0      |
| 5     | Océane Michelon         | +1:06,9     | 0+0+0+2      |
| 6     | Justine Braisaz-Bouchet | +1:19,4     | 0+0+1+1      |
| 7     | Lou Jeanmonnot          | +1:43,2     | 0+1+0+1      |
| 8     | Anna Magnusson          | +2:01,0     | 0+0+0+0      |
| 9     | Maren Kirkeeide         | +2:06,2     | 1+0+0+0      |
| 10    | Jeanne Richard          | +2:08,6     | 0+1+0+1      |
| 0     |                         |             |              |
| 14    | Aita Gasparin           | +3:07,9     | 2+0+0+1      |
| 15    | Selina Grotian          | +3:11,9     | 0+1+2+0      |
| 16    | Michela Carrara         | +3:12,6     | 0+1+0+2      |
| 20    | Elisa Gasparin          | +3:27,7     | 0+1+0+1      |
| 22    | Lisa Hauser             | +3:38,5     | 1+1+0+2      |
| 25    | Lotte Lie               | +3:47,6     | 0+0+0+1      |
| 26    | Johanna Puff            | +3:52,1     | 0+2+0+0      |
| 28    | Amy Baserga             | +4:06,3     | 0+1+0+1      |
| 33    | Maya Cloetens           | +4:18,3     | 0+0+0+0      |
| 34    | Anna Andexer            | +4:20,8     | 0+3+0+1      |
| 35    | Anna Juppe              | +4:22,4     | 0+0+1+2      |
| 38    | Lena Häcki-Groß         | +4:29,6     | 1+0+1+1      |
| 40    | Lea Rothschopf          | +4:36,4     | 2+0+0+0      |
| 41    | Samuela Comola          | +4:40,4     | 0+0+0+2      |
| 44    | Sophia Schneider        | +4:49,4     | 0+2+0+2      |
| 54    | Tamara Steiner          | +5:43,6     | 1+2+0+0      |
| 55    | Linda Zingerle          | +5:48,9     | 1+1+0+2      |
| 58    | Eve Bouvard             | +6:20,9     | 2+0+0+1      |
| 62    | Martina Trabucchi       | +6:33,7     | 1+1+2+0      |
| 71    | Julia Tannheimer        | +7:20,2     | 1+1+4+1      |
| 73    | Marlene Fichtner        | +7:51,0     | 0+2+1+1      |
| DNF   | Hannah Auchentaller     |             | 0+2          |
| DNS   | Dorothea Wierer         |             |              |

Gemeldet: 104 
 Nicht am Start: 8 
 Nicht beendet: 3
Das letzte Einzel der Saison ging mit fehlerfreiem Schießen an Julia Simon, die damit bei schwierigen Streckenbedingungen ihren zweiten Saisonsieg feierte. Hanna Öberg und Franziska Preuß komplettierten das Podest, Öberg traf dabei den letzten Schuss nicht. Ihr bestes Weltcupergebnis erzielte Anna-Karin Heijdenberg als Vierte, das Gleiche gelang Olena Horodna mit Platz 12. Einen Wechsel gab es in der U-23-Gesamtwertung, Océane Michelon überholte hier Jeanne Richard. Ihren ersten Punkte in dieser Saison gewann Jekaterina Awwakumowa als 31., Anna Andexer erzielte als 34. ihr zweitbestes Weltcupergebnis. Die schnellste Kurszeit zeigte Ida Lien (Rang 11); alle Scheiben trafen Simon, Preuß, Horodna, Anna Magnusson und Maya Cloetens.

#### Männer
Start: Donnerstag, 13. März 2025, 15:15 Uhr
| Platz | Sportler               | Zeit        | Schießfehler |
| ----- | ---------------------- | ----------- | ------------ |
| 1     | Jakov Fak              | 40:52,6 min | 0+0+0+0      |
| 2     | Sturla Holm Lægreid    | +34,3       | 0+0+0+1      |
| 3     | Martin Ponsiluoma      | +44,3       | 0+1+0+1      |
| 4     | Tommaso Giacomel       | +51,2       | 1+0+1+0      |
| 5     | Johannes Dale-Skjevdal | +1:24,4     | 0+0+0+1      |
| 6     | Quentin Fillon Maillet | +1:29,5     | 1+0+2+0      |
| 7     | Justus Strelow         | +1:31,3     | 0+0+0+0      |
| 8     | Éric Perrot            | +1:48,3     | 1+1+0+1      |
| 9     | Sebastian Samuelsson   | +1:48,8     | 0+0+0+2      |
| 10    | Johannes Thingnes Bø   | +1:52,3     | 0+0+0+1      |
| 0     |                        |             |              |
| 16    | Florent Claude         | +2:44,9     | 0+1+0+0      |
| 20    | David Komatz           | +3:41,1     | 0+1+0+0      |
| 21    | David Zobel            | +3:47,5     | 1+0+0+2      |
| 24    | Daniele Cappellari     | +3:57,6     | 0+0+0+1      |
| 26    | Simon Eder             | +4:05,8     | 0+1+1+0      |
| 29    | Felix Leitner          | +4:13,8     | 1+0+1+0      |
| 30    | Niklas Hartweg         | +4:16,0     | 0+0+1+1      |
| 37    | Patrick Jakob          | +5:01,0     | 1+1+0+1      |
| 39    | Patrick Braunhofer     | +5:14,7     | 0+1+1+1      |
| 41    | Philipp Nawrath        | +5:26,4     | 2+1+0+2      |
| 49    | Danilo Riethmüller     | +6:04,9     | 1+0+2+1      |
| 50    | Joscha Burkhalter      | +6:10,5     | 1+2+2+1      |
| 59    | Johannes Kühn          | +6:56,5     | 2+3+0+2      |
| 60    | César Beauvais         | +7:00,8     | 0+2+2+0      |
| 72    | Thierry Langer         | +7:37,4     | 0+1+2+1      |
| 80    | Fredrik Mühlbacher     | +8:31,4     | 1+2+1+3      |
| 88    | Elia Zeni              | +10:15,6    | 1+1+2+3      |
| 89    | Sebastian Stalder      | +11:08,8    | 0+2+1+2      |
| 90    | Arnaud Du Pasquier     | +11:20,5    | 3+1+1+4      |

Gemeldet: 95 
 Nicht am Start: 2
Die Herren hatten in ihrem Einzel mit noch tieferen Streckenbedingungen und teilweise Starkregen und Hagel zu kämpfen. Trotz dieser Umstände gelang Jakov Fak ein Heimüberraschungssieg, dieser gewann fast exakt zehn Jahre nach seinem letzten Triumph im Massenstart von Chanty-Mansijsk im März 2015 sein neuntes Individualrennen im Weltcup. Dahinter klassierten sich Sturla Holm Lægreid und Martin Ponsiluoma, der erstmals in dieser Saison das Podest erreichte. Johannes Dale-Skjevdal erzielte mit Rang fünf sein bestes Saisonresultat, Justus Strelow lief als bester Deutscher auf Rang sieben. Der Gesamtweltcupführende Johannes Bø überzeugte in der Loipe nicht und musste das gelbe Trikot daher wieder an Lægreid abgeben. Überzeugen konnten Adam Václavík (14.), Isak Frey (16.), Fabian Suchodolski (23.) und Daniele Cappellari (24.), die allesamt ihr bestes Weltcupergebnis erzielten. Schnellste Laufzeit hatte der sechstplatzierte Quentin Fillon Maillet; alle Scheiben trafen Fak, Strelow und Mark-Markos Kehva (Rang 84).

### Massenstart

#### Frauen
Start: Samstag, 15. März 2025, 13:35 Uhr
| Platz | Sportler               | Zeit        | Schießfehler |
| ----- | ---------------------- | ----------- | ------------ |
| 1     | Lou Jeanmonnot         | 39:41,8 min | 0+0+1+0      |
| 2     | Milena Todorowa        | +16,4       | 0+0+0+0      |
| 3     | Anamarija Lampič       | +22,8       | 0+0+0+1      |
| 4     | Jeanne Richard         | +41,5       | 0+0+0+1      |
| 5     | Franziska Preuß        | +54,6       | 1+0+0+1      |
| 6     | Anna Magnusson         | +54,9       | 0+0+0+0      |
| 7     | Lisa Hauser            | +55,2       | 0+1+1+0      |
| 8     | Anna-Karin Heijdenberg | +56,9       | 0+0+0+1      |
| 9     | Hanna Öberg            | +1:04,2     | 1+0+1+1      |
| 10    | Selina Grotian         | +1:08,5     | 2+1+0+0      |
| 0     |                        |             |              |
| 19    | Aita Gasparin          | +1:36,1     | 2+0+0+0      |
| 21    | Elisa Gasparin         | +1:57,3     | 0+0+2+0      |
| 28    | Amy Baserga            | +3:22,6     | 0+0+2+1      |
| 29    | Michela Carrara        | +4:00,1     | 2+0+1+4      |
| 30    | Lena Häcki-Groß        | +4:35,0     | 2+0+1+1      |

Gemeldet und am Start: 30
Ohne jegliche Zweifel gelang es Lou Jeanmonnot, den Massenstart für sich zu entscheiden, womit sie weitere Punkte auf die Gesamtweltcupführende Franziska Preuß gutmachen konnte. Dahinter klassierte sich Milena Todorowa erstmals in ihrer Karriere auf Rang zwei, nachdem sie am Schießstand komplett fehlerfrei geblieben war. Anamarija Lampič überraschte mit 19 getroffenen Schüssen und erreichte erstmals in einem Distanzrennen das Podest. Anna-Karin Heijdenberg erzielte ihr zweitbestes Karriereergebnis. Anna Magnusson traf neben Todorowa als einzige alle Scheiben, Ida Lien (Rang 11) war wie schon im Einzel schnellste Läuferin. Erstmals nahmen vier Schweizerinnen an einem Weltcupmassenstart teil.

#### Männer
Start: Samstag, 15. März 2025, 15:45 Uhr
| Platz | Sportler               | Zeit        | Schießfehler |
| ----- | ---------------------- | ----------- | ------------ |
| 1     | Éric Perrot            | 35:42,7 min | 0+0+0+1      |
| 2     | Quentin Fillon Maillet | +3,1        | 0+0+0+1      |
| 3     | Sturla Holm Lægreid    | +22,3       | 0+0+1+0      |
| 4     | Fabien Claude          | +44,0       | 0+0+0+1      |
| 5     | Jesper Nelin           | +1:14,9     | 1+0+0+0      |
| 6     | Martin Uldal           | +1:18,0     | 1+0+0+1      |
| 7     | Niklas Hartweg         | +1:23,2     | 0+0+1+0      |
| 8     | Tarjei Bø              | +1:26,0     | 1+1+0+0      |
| 9     | Antonin Guigonnat      | +1:30,5     | 0+0+0+0      |
| 10    | Émilien Jacquelin      | +1:32,9     | 0+1+0+0      |
| 0     |                        |             |              |
| 17    | Justus Strelow         | +2:00,9     | 0+1+1+0      |
| 20    | Danilo Riethmüller     | +2:06,4     | 1+1+0+0      |
| 21    | Tommaso Giacomel       | +2:09,6     | 2+3+1+0      |
| 22    | Philipp Nawrath        | +2:28,2     | 1+0+1+0      |
| 26    | Florent Claude         | +3:07,3     | 0+2+1+0      |
| 27    | David Zobel            | +3:23,4     | 0+1+2+0      |
| 30    | David Komatz           | +7:06,2     | 2+2+1+1      |

Gemeldet und am Start: 30
Im Männerrennen gab es bis zur Ziellinie einen spannenden Zweikampf, Éric Perrot setzte sich dabei auf dem letzten Teil der Schlussrunde gegen Quentin Fillon Maillet durch. Sturla Holm Lægreid klassierte sich ein weiteres Mal auf dem Podest. Hinter Fabien Claude lief Jesper Nelin zu seiner zweitbesten Weltcupplatzierung der Karriere, Weltcuprückkehrer Antonin Guigonnat traf als einziger Athlet alle Scheiben und wurde Achter. Isak Frey lief bei seinem ersten Massenstart im Weltcup auf Anhieb zu Rang elf. Die schnellste Kurszeit zeigte Éric Perrot, Johannes Thingnes Bø verzichtete aufgrund gesundheitlicher Probleme auf einen Start.

### Mixed

#### Single-Mixed-Staffel
Start: Sonntag, 16. März 2025, 12:05 Uhr
| Platz | Land               | Sportler                                  | Zeit        | Strafrunden + Nachlader             |
| ----- | ------------------ | ----------------------------------------- | ----------- | ----------------------------------- |
| 1     | Schweiz            | Aita Gasparin Niklas Hartweg              | 40:51,8 min | 0+1 0+2 / 0+0 0+2 0+0 0+0 / 0+0 0+2 |
| 2     | Schweden           | Johanna Skottheim Jesper Nelin            | +9,4        | 0+0 0+1 / 0+0 0+0 0+0 0+0 / 0+2 0+1 |
| 3     | Finnland           | Suvi Minkkinen Tero Seppälä               | +12,1       | 0+1 0+0 / 0+1 0+2 0+2 0+1 / 0+2 0+0 |
| 4     | Frankreich         | Justine Braisaz-Bouchet Émilien Jacquelin | +19,9       | 0+1 0+2 / 0+2 0+1 0+1 0+1 / 0+1 0+1 |
| 5     | Vereinigte Staaten | Deedra Irwin Campbell Wright              | +21,2       | 0+0 0+2 / 0+0 0+1 0+1 0+0 / 0+1 0+1 |
| 6     | Deutschland        | Selina Grotian Justus Strelow             | +23,3       | 0+3 0+3 / 0+0 0+2 0+0 0+0 / 0+0 0+0 |
| 7     | Österreich         | Lisa Hauser Simon Eder                    | +34,8       | 0+0 0+2 / 0+0 0+1 0+0 0+2 / 0+2 0+0 |
| 8     | Slowenien          | Lena Repinc Jakov Fak                     | +41,4       | 0+1 0+2 / 0+1 0+3 0+0 0+0 / 0+0 0+3 |
| 9     | Norwegen           | Ingrid Landmark Tandrevold Martin Uldal   | +41,5       | 0+0 2+3 / 0+2 2+3 0+0 0+0 / 0+0 0+2 |
| 10    | Italien            | Samuela Comola Daniele Cappellari         | +57,3       | 0+1 0+0 / 0+0 0+0 0+1 0+2 / 0+0 0+0 |
| 0     |                    |                                           |             |                                     |
| 22    | Belgien            | Eve Bouvard Thierry Langer                | +3:12,7     | 0+1 0+2 / 0+0 0+0 0+2 0+2 / 0+1 0+2 |

Gemeldet und am Start: 24 Staffeln
Erstmals in der Geschichte gewann ein Schweizer Team ein Staffelrennen im Weltcup. Maßgeblich dafür war eine am Schießstand und in der Loipe geschlossen gute Leistung von Aita Gasparin und Niklas Hartweg, die beide ebengleich ihren ersten Weltcupsieg feierten. Schweden war während des gesamten Rennens im Vorderfeld zu finden und belegte am Ende Rang zwei. Tero Seppälä gelang es auf der Schlussrunde, Émilien Jacquelin und Justus Strelow zu überholen, womit die Finnen nach ihrem Sieg in Oberhof nun Rang drei belegten. Strelow verließ den Schießstand für Deutschland nach dem letzten Anschlag als Dritter, konnte jedoch läuferisch nicht mithalten und belegte hinter den USA Rang sechs. Im Rennverlauf wurde keine Mannschaft überrundet.

#### Mixedstaffel
Start: Sonntag, 16. März 2025, 14:50 Uhr
| Platz | Land        | Sportler                                                                  | Zeit        | Strafrunden + Nachlader         |
| ----- | ----------- | ------------------------------------------------------------------------- | ----------- | ------------------------------- |
| 1     | Schweden    | Anna-Karin Heijdenberg Hanna Öberg Martin Ponsiluoma Sebastian Samuelsson | 1:09:07,5 h | 0+2 0+0 0+2 0+2 0+3 0+2 0+0 0+1 |
| 2     | Frankreich  | Jeanne Richard Océane Michelon Éric Perrot Quentin Fillon Maillet         | +14,8       | 0+0 1+3 0+0 0+0 0+3 0+0         |
| 3     | Norwegen    | Maren Kirkeeide Ida Lien Johannes Dale-Skjevdal Isak Frey                 | +20,0       | 0+0 0+1 0+1 0+2 0+2 0+2 0+0 0+2 |
| 4     | Österreich  | Lea Rothschopf Anna Andexer Patrick Jakob David Komatz                    | +53,6       | 0+1 0+1 0+0 0+2 0+2 0+1 0+0 0+0 |
| 5     | Italien     | Hannah Auchentaller Michela Carrara Patrick Braunhofer Tommaso Giacomel   | +1:01,0     | 0+3 0+0 0+1 0+1 0+0 0+2 0+0 0+2 |
| 6     | Deutschland | Julia Tannheimer Sophia Schneider Danilo Riethmüller Philipp Nawrath      | +1:03,6     | 0+1 0+1 0+2 0+3 0+0 0+0 0+0 0+0 |
| 7     | Schweiz     | Elisa Gasparin Amy Baserga Sebastian Stalder Joscha Burkhalter            | +1:06,7     | 0+0 0+0 0+0 0+0 0+0 0+1 0+0 0+0 |
| 8     | Tschechien  | Jessica Jislová Tereza Voborníková Tomáš Mikyska Michal Krčmář            | +1:43,2     | 0+1 0+2 0+1 0+1 0+0 0+1 0+1 0+1 |
| 9     | Ukraine     | Oleksandra Merkuschyna Olena Horodna Anton Dudtschenko Witalij Mandsyn    | +3:17,7     | 0+1 0+1 0+1 0+2 0+0 0+0 0+0 0+0 |
| 10    | Slowenien   | Polona Klemenčič Anamarija Lampič Toni Vidmar Lovro Planko                | +3:46,4     | 0+0 0+0 0+0 3+3 0+1 0+2 0+2 0+2 |

Gemeldet: 24 Staffeln 
 Nicht am Start:  Moldau 
 Überrundet: 6
Die schwedische Mannschaft gewann zum zweiten Mal in dieser Saison eine Mixedstaffel und sicherte sich damit auch den Gewinn der kleinen Kristallkugel. Quentin Fillon Maillet setzte sich für Frankreich auf der Schlussrunde von Isak Frey ab, dieser lief trotzdem in seiner ersten Weltcupstaffel für Norwegen sofort auf das Podest. Eine starke Leistung lieferten die Österreicher ab, David Komatz hielt auf der Schlussrunde Tommaso Giacomel in Schach und überquerte damit auf Rang vier die Ziellinie. Die Schweiz überzeugte mit einem einzigen Nachlader am Schießstand, hatte aber in der Loipe keine große Chance und belegte so hinter Deutschland Platz sieben.

## Auswirkungen

### Auf den Gesamtweltcup
| Rang | Name                   | Punkte | Siege | Verän- derung |
| ---- | ---------------------- | ------ | ----- | ------------- |
| 1    | Sturla Holm Lægreid    | 1071   | 2     |               |
| 2    | Johannes Thingnes Bø   | 967    | 3     |               |
| 3    | Éric Perrot            | 797    | 2     |               |
| 4    | Émilien Jacquelin      | 755    | 2     |               |
| 5    | Sebastian Samuelsson   | 732    | 1     |               |
| 6    | Quentin Fillon Maillet | 706    | 1     |               |
| 7    | Tommaso Giacomel       | 690    | 1     |               |
| 8    | Tarjei Bø              | 663    | 2     |               |
| 9    | Vebjørn Sørum          | 563    | 1     |               |
| 10   | Fabien Claude          | 549    | 0     |               |

| Rang | Name                    | Punkte | Siege | Verän- derung |
| ---- | ----------------------- | ------ | ----- | ------------- |
| 1    | Franziska Preuß         | 1048   | 2     |               |
| 2    | Lou Jeanmonnot          | 1028   | 6     |               |
| 3    | Julia Simon             | 804    | 1     |               |
| 4    | Jeanne Richard          | 676    | 0     |               |
| 5    | Océane Michelon         | 666    | 0     |               |
| 6    | Selina Grotian          | 620    | 1     |               |
| 7    | Justine Braisaz-Bouchet | 605    | 1     |               |
| 8    | Elvira Öberg            | 581    | 2     |               |
| 9    | Suvi Minkkinen          | 561    | 0     |               |
| 10   | Maren Kirkeeide         | 506    | 0     |               |

### Auf den Einzelweltcup
Mit seinem zweiten Platz im Einzel überholte Sturla Holm Lægreid den bis dahin führenden Endre Strømsheim und sicherte sich zum zweiten Mal in seiner Karriere die kleine Kristallkugel in dieser Disziplin. Auch Jakov Fak schob sich noch an Strømsheim vorbei, dieser belegte Rang drei. Bester deutschsprachiger Athlet war Niklas Hartweg auf Rang neun, Tommaso Giacomel belegte Platz zehn. Als bester Deutscher und Österreicher schlossen Justus Strelow und David Komatz den Winter als 16. und 22. der Einzelwertung ab.
Bei den Damen war die Führung von Lou Jeanmonnot schon vor dem letzten Wettkampf relativ deutlich, diesen sicherte sie mit Rang sieben ab. Dahinter klassierten sich Franziska Preuß und Océane Michelon mit einem jeweils recht großen Abstand auf den weiteren Podestplätzen. Wie schon im Männerfeld war die beste deutschsprachige Sportlerin mit Amy Baserga eine Schweizerin, sie belegte schlussendlich Platz acht. Die Top 20 erreichten Lisa Hauser (12.), Elisa Gasparin (18.) und Anna Gandler (19.), beste italienische Athletin war Samuela Comola auf Platz 24.

### Auf den Mixedstaffelweltcup
Die Entscheidung um die kleine Kristallkugel entschied sich erst beim letzten Wettkampf, Schweden klassierte sich vor Frankreich und sicherte sich somit den ersten Platz. Norwegen schob sich noch an Deutschland vorbei und komplettierte das Podest. Die Schweiz, Österreich, Italien und Belgien schlossen den Winter auf den Rängen 5, 7, 8 und 21 ab.

## Debütanten
Folgende Athleten nahmen zum ersten Mal an einem Biathlon-Weltcup teil. Dabei kann es sich sowohl um Individualrennen, als auch um Staffelrennen handeln.
| Männer    | Frauen |
| --------- | ------ |
| Isak Frey |        |